# Округ Беј (Мичиген)
Округ Беј (енгл. Bay County) је округ у америчкој савезној држави Мичиген.

## Демографија
По попису из 2010. године број становника је 107.771, што је 2.386 (-2,2%) становника мање него 2000. године.
| Група             | 2000.           | 2010.          |
| Белци             | 102.119 (92,7%) | 98.241 (91,2%) |
| Афроамериканци    | 1.389 (1,3%)    | 1.702 (1,6%)   |
| Азијати           | 526 (0,5%)      | 578 (0,5%)     |
| Хиспаноамериканци | 4.308 (3,9%)    | 5.093 (4,7%)   |
| Укупно            | 110.157         | 107.771        |